# Schwarzberg (berg i Österrike, Oberösterreich)
Schwarzberg är ett berg i Österrike.   Det ligger i distriktet Steyr-Land och förbundslandet Oberösterreich, i den nordöstra delen av landet, 140 km väster om huvudstaden Wien. Toppen på Schwarzberg är 608 meter över havet.
Terrängen runt Schwarzberg är kuperad. Närmaste större samhälle är Steyr, 7,4 km nordväst om Schwarzberg. 
I omgivningarna runt Schwarzberg växer i huvudsak blandskog. Runt Schwarzberg är det ganska tätbefolkat, med 60 invånare per kvadratkilometer.